# Anacaenini
Anacaenini es una tribu de coleópteros acuáticos en la subfamilia Hydrophilinae. La tribu contiene 256 especies en seis géneros.

## Géneros
- Anacaena
- Crenitis
- Notohydrus
- Notionotus
- Paracymus
- Phelea